# 24 Pułk Piechoty (austro-węgierski)

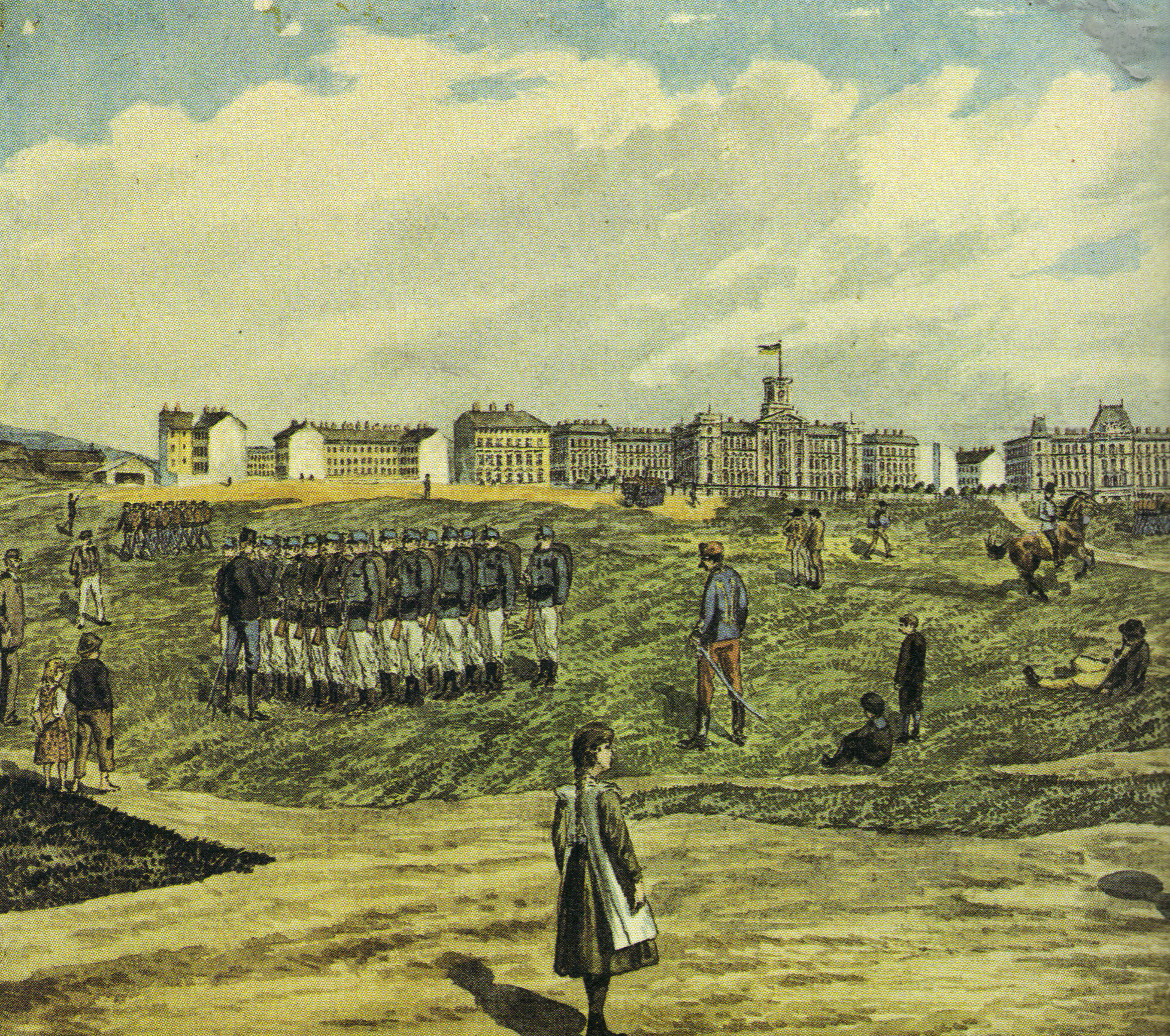
Plac ćwiczeń przy Koszarach Radeckiego

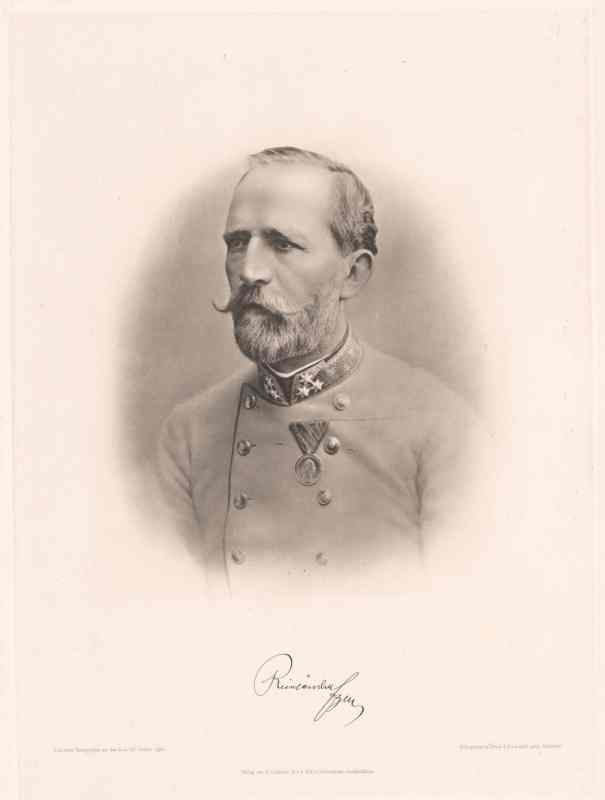
GdI Wilhelm von Reinländer

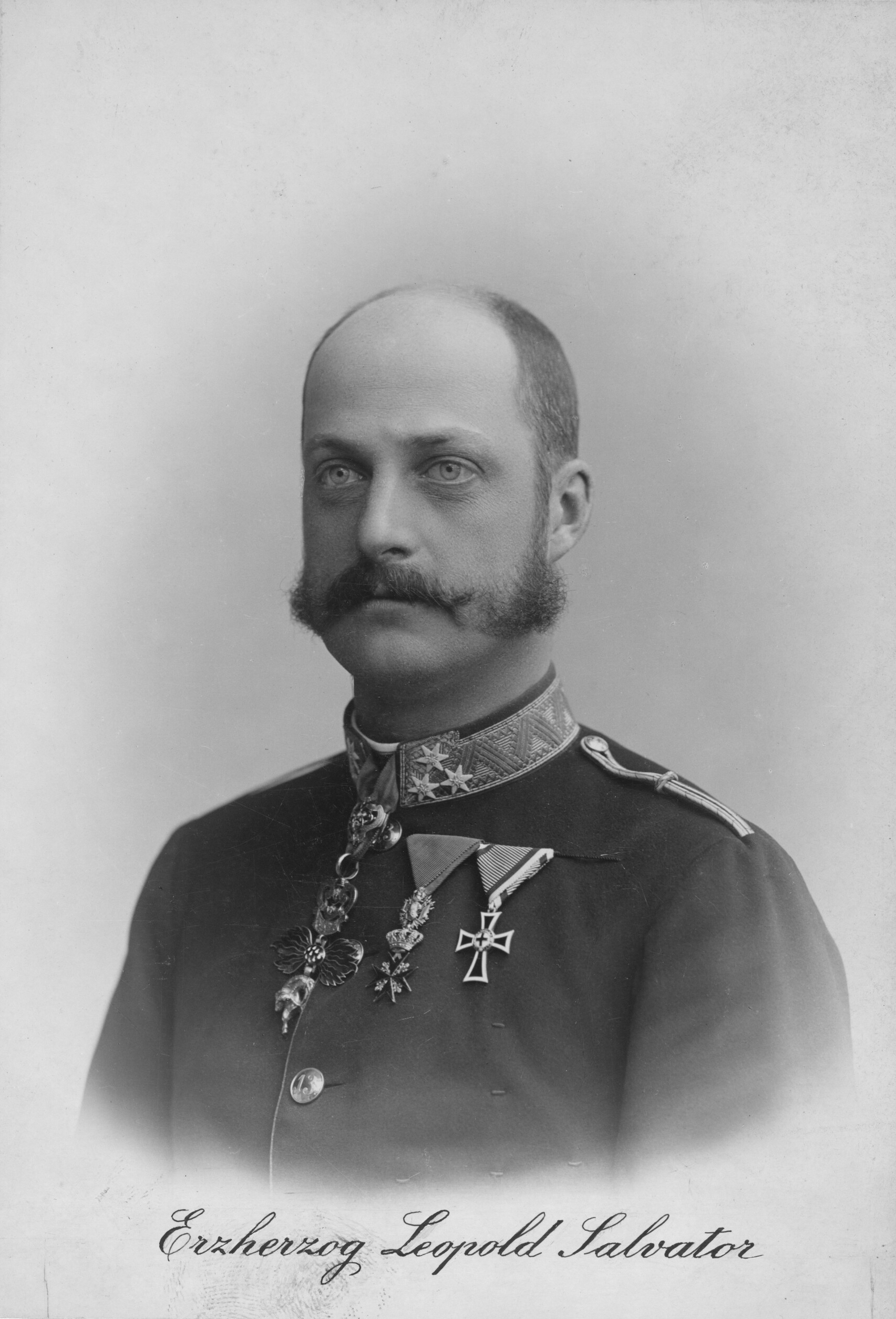
Arcyksiążę Leopold Salvator, komendant 1. batalionu w latach 1892-1894

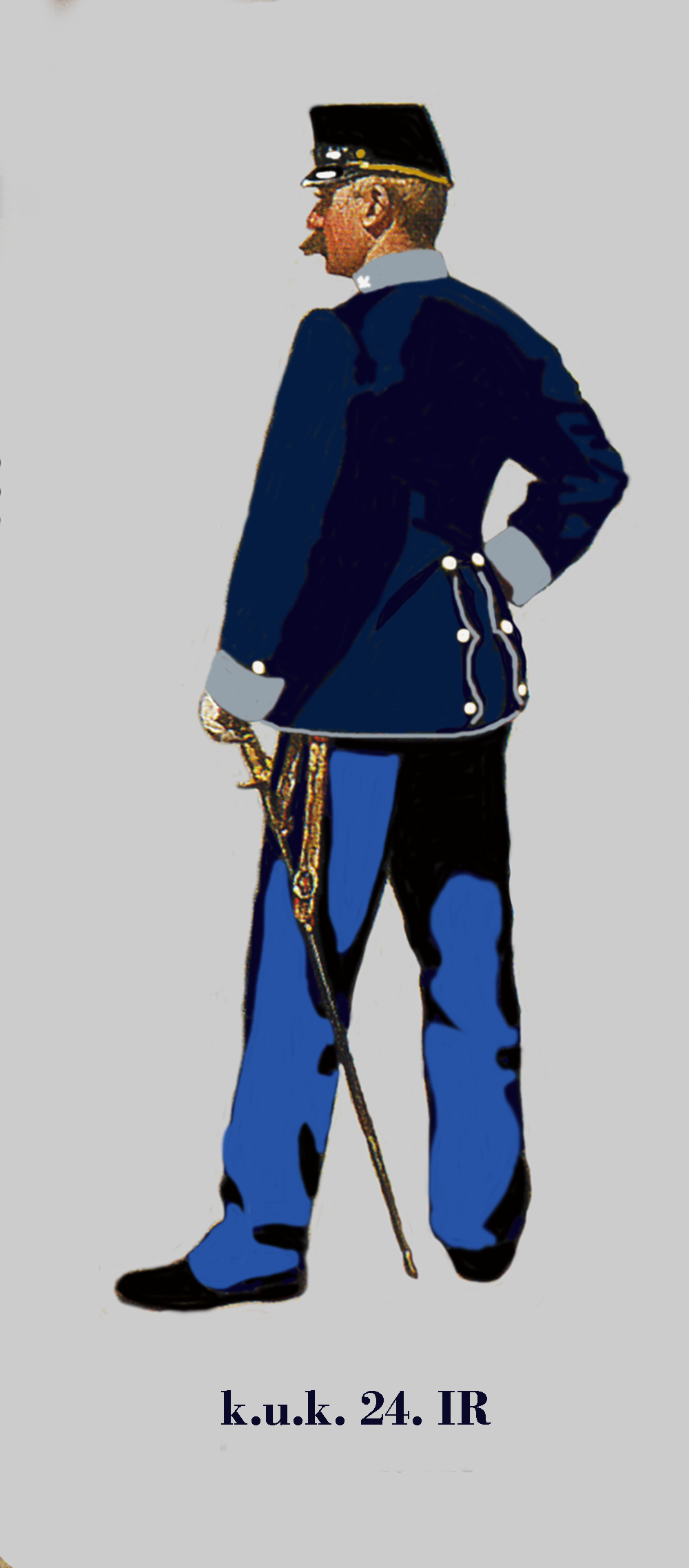
Porucznik IR. 24 w mundurze służbowym

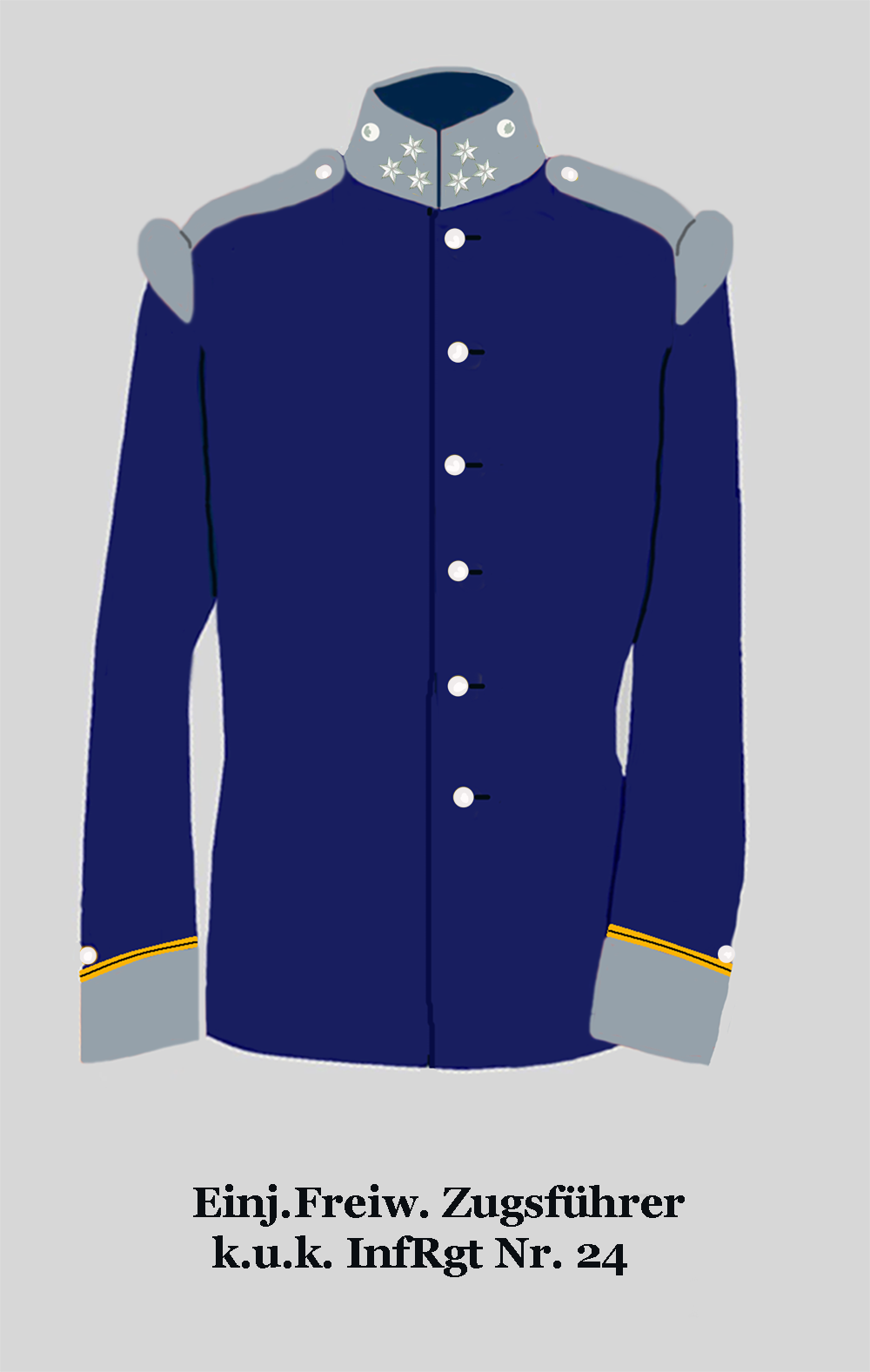
Kurtka munduru jednorocznego ochotnika IR. 24

Galicyjsko-Bukowiński Pułk Piechoty Nr 24 (IR. 24) – pułk piechoty cesarskiej i królewskiej Armii. 

## Historia pułku
Pułk został utworzony w 1662 roku z siedmiu kompanii pułku piechoty pułkownika Franza de Mers (późniejszego Czeskiego Pułku Piechoty Nr 11) oraz trzech kompanii rekruckich. 
Święto pułku obchodzono 27 czerwca, w rocznicę bitwy pod Trautenau, stoczonej w 1866 roku.
Kolory pułkowe: Popielaty (aschgrau), guziki srebrne.
W 1873 roku sztab pułku był dyslokowany w Miszkolcu, a batalion zapasowy i Komenda Okręgu Uzupełnień (niem. Ergänzungs Bezirk Kommando Kolomea) w Kołomyi (niem. Kolomea).
W 1873 roku sztab pułku został przeniesiony do Budy (niem. Ofen), która w tym samym roku została połączona z Pesztem. Komenda rezerwowa i stacja okręgu uzupełnień pozostawała w Kołomyi.
W 1878 roku pułk został przeniesiony z Budapesztu do Bijeljiny, w następnym roku do Višegradu, w 1880 roku do Lwowa, a w 1883 roku wrócił do macierzystego garnizonu w Kołomyi. W 1884 roku pułk został skierowany do Wiednia, w 1887 roku do Tulln, a w następnym roku do Przemyśla.
W 1889 roku pułk (bez 3. batalionu) stacjonował w Przemyślu i wchodził w skład 48 Brygady Piechoty należącej do 24 Dywizji Piechoty, natomiast 3. batalion w Kołomyi był podporządkowany komendantowi 22 Brygady Piechoty należącej do 11 Dywizji Piechoty, a od 1890 roku komendantowi 59 Brygady Piechoty należącej do 30 Dywizji Piechoty.
W 1892 roku pułk (bez 3. batalionu) został przeniesiony z Przemyśla do Lwowa. 3. batalion pozostał w Kołomyi. Cały pułk został włączony do 60 Brygady Piechoty należącej do 30 Dywizji Piechoty.
W latach 1903–1907 sztab pułku razem z 1. i 4. batalionem stacjonował w Stanisławowie, natomiast 2. i 3. batalion w Kołomyi. Ten ostatni w 1905 roku został przeniesiony do Zaleszczyk. W latach 1908–1913 pułk został przeniesiony do Wiednia z wyjątkiem 1. batalionu i Komendy Okręgu Uzupełnień, które pozostały w Kołomyi. W Wiedniu pułk zajmował Koszary Radeckiego przy Gablenzgasse 62.
W 1914 roku pułk (bez 1. batalionu) wchodził w skład 50 Brygady Piechoty należącej do 25 Dywizji Piechoty (2 Korpus), natomiast 1. batalion był podporządkowany komendantowi 59 Brygady Piechoty w Czerniowcach należącej do 30 Dywizji Piechoty.
Skład narodowościowy w 1914 roku 79% – Rusini.
Pułk brał udział w walkach z Rosjanami w 1914 roku na Śląsku i w Galicji, a w 1915 w okolicach Tomaszowa Mazowieckiego. Żołnierze pułku są pochowani m.in. na cmentarzach w Tomaszowie Mazowieckim i Zawierciu oraz na cmentarzu wojennym nr 301 w Żegocinie.

## Szefowie pułku
Kolejnymi szefami pułku byli:
- GFWM(inne języki) Lukas Spieckh zu Uibergau und Langenau (1662 – †1664),
- FML Jakob von Leslie (1665 – 1675)[a],
- FM Heinrich Franz von Mansfeld und Fondi (od 1675),
- płk Christoph Heinrich von genant „Gehlen” (1702),
- FM Maximilian Adam von Starhemberg (1703 – †22 XI 1741),
- FZM Emanuel Michael von Starhemberg (1741 – †22 II 1771),
- FZM Johann Franz Joseph von Preiß (1771 – †17 I 1797),
- FML Karl Joseph Franz von Auersperg (od 1801),
- FZM Gottfried von Strauch (1808 – †18 III 1836),
- książę Lukki i książę Parmy Karol Ludwik (1836 – †16 IV 1883),
- generał piechoty Wilhelm von Reinländer (1885 – †28 I 1910),
- generał kawalerii Heinrich Kummer von Falkenfeld(inne języki) (od 1910)[1].

Drugimi szefami pułku byli: FZM Joseph Karl von Odelga (1836 – †29 IV 1857) i FML Matthias Karl Trattner von Petrocza (1857 – †23 II 1872).

## Żołnierze pułku
Komendanci pułku
- płk Joseph Scudier (1873–1876 → urlopowany)
- płk Sabbas (wcześniej „Sava”) Davidovac (1876 – 1879 → stan spoczynku[13])
- płk Adolph Fidler von Isarborn (1879[3] – 1882 → komendant 30 Brygady Piechoty)
- płk Joseph Bozziano (1882–1884 → stan spoczynku)
- płk Eduard von Metzger (1884–1889 → komendant 60 Brygady Piechoty)
- płk Paul von Thoss (Thoß) (1889–1894 → komendant 10 Brygady Piechoty)
- płk Johann Sturm (1894 – )
- płk Hermann von Colard (1903–1904)
- płk Franz Scholz (1905–1908)
- płk Karl John (1908–1911)[14]
- płk Augustin von Rochel (1912–1913)
- płk Franz Schnetzer (1914[1])

Oficerowie i urzędnicy wojskowi
- ppłk Józef Bozziano – komendant III batalionu
- ppłk Ottokar Chwostek – komendant IV batalionu
- ppłk Karol Müller von Jamberg – komendant I batalionu
- ppłk Jan Nowak – komendant II batalionu
- ppłk Mieczysław Wiktor
- kpt. Edward Pöschek (w latach 1884–1898)
- kpt. Alfred Rosner
- kpt. Alfred Kawecki
- starszy porucznik Rudolf Kobierski
- ppor. Karol Alexandrowicz
- ppor. Franciszek Alexandrowicz
- ppor. rez. Józef Groszek
- kapitan audytor Artur Ganczarski – audytor
- lekarz pułku 1. klasy Juliusz Kolmer – lekarz Komendy Okręgu Uzupełnień Kołomyja
- ppor. rez. Bolesław Kłaczyński